# Realme 7
Realme 7 e Realme 7 Pro são smartphones dual-SIM da empresa chinesa Realme. Eles foram lançados em 10 de setembro de 2020. Ambos os dispositivos têm Gorilla Glass 3.1 resistente a estilhaços.

## Especificações

### Hardware
O Realme 7  é alimentado pelo chip Mediatek Helio G95 SoC 4G que possui um octa-core (2x2.05 GHz Cortex-A76 e 6x2.0 GHz Cortex-A55 ) (12 nm) CPU e a GPU Mali -G76 MC4. Tem um 5000 Bateria não removível de mAh. Ele suporta 30 Carregamento rápido W Dart Charge . Possui três modelos: 6 GB RAM/64 GB de armazenamento e 8 GB RAM/128 GB de armazenamento. No entanto, o modelo asiático do Realme 7 não tem o 4 Modelo com GB de RAM/64 GB de armazenamento. Ele suporta expansão de memória de até 256 GB via slot para cartão microSD. Ele suporta um painel LCD IPS FHD+ de 6,5 polegadas com resolução de 1080x2400, 90 Taxa de atualização de Hz e proporção tela-corpo de 90,5%.
O Realme 7 Pro é alimentado pelo Qualcomm Snapdragon 720G SoC que tem um octa-core (2x2.3 GHz Kryo 465 Ouro e 6x1.8 CPU Kryo 465 Silver (GHz) e GPU Adreno 618. Tem um 4500 Bateria não removível de mAh. Ele suporta 65 W Super Dart Charge carregamento rápido. O dispositivo está disponível com 6 GB ou 8 GB de RAM e 128 GB de armazenamento, suporta expansão de memória até 256 GB via slot para cartão microSD. Ele ostenta uma tela FHD+ Super AMOLED de 6,4 polegadas com resolução de 1080x2400, 60 Taxa de atualização de Hz e proporção tela-corpo de 90,8%.

#### Câmera[2][5]
Tanto o Realme 7 quanto o Realme 7 Pro são equipados com uma configuração de câmera quádrupla que consiste em uma câmera principal Sony IMX682 de 64 megapixels com capacidade de detecção de luz, tamanho de sensor grande de 1/1,73", tamanho de pixel de 0,8 qm, abertura de f/1,8, 26 mm de distância focal, suporte PDAF e Quad Bayer; uma câmera grande angular de 8 megapixels com um campo de visão de 119 graus, tamanho de sensor de 1/4,0", tamanho de pixel de 1,12 qm, abertura de f/2,3 e 16 mm de distância focal; uma câmera macro de 2 megapixels com abertura f/2,4 e uma câmera de profundidade de 2 megapixels. No entanto, no modelo global do Realme 7, há um 48 Câmera principal MP com sensor de 1/2,0", tamanho de pixel de 0,8 qm, abertura de f/1,8, 26 mm de distância focal, suporte PDAF e Quad Bayer.

#### Software
O Realme 7 e o Realme 7 Pro funcionam com o Realme UI baseado no Android 10.